# لحن الحورية
لحن الحورية (باليابانية: マーメイドメロディー، بالروماجي: Māmeido merodī) (بالإنجليزية: mermaid melody)‏ هي سلسلة مانغا يابانية من تأليف ميتشيكو يوكوتي ورسوم بينك هاناموري، نشر من قبل كودانشا في مجلة ناكايوشي، من أغسطس عام 2002 حتى مارس عام 2005، وتكونت من 	7 مجلدات. أنتجت إلى أنمي تلفزيوني من قبل استوديو آكتيس وسينيرجي إس بي، عرض الأنمي في 5 أبريل عام 2003 حتى 27 مارس 2004.

## القصة
تدور أحداث القصة عن لوتشيا نانامي وهي حورية من المحيط الهادي الشمالي، أتت لتعيش في عالم البشر لتبحث عن لؤلؤتها التي ضاعت في عالم البشر من زمن بعيد. وهي بالفعل وجدت لؤلؤتها ووجدت حب حياتها كايتو، وهو الفتى الذي التقطتة وأنقذته من الغرق منذ زمن. ولكن للأسف لا يمكن أن تحبه ولا يمكن أن تخبره عن حقيقتها لأنها إذا فعلت ذلك ستتحول فوراً إلى فقاعات، لكن على كايتو أن يكتشف ذلك بنفسه!، ولكن هذه ليست المشكلة الوحيدة التي تواجه لوتشيا فعليها أن تجد بقية الحوريات الست (هانون، رينا، نويل، كارن، كوكو، سارة) لكى تتوحد قواهن لاستدعاء ملكة المحيط أكوا ريجينا لأنها الوحيدة التي يمكنها أن توقف جايتو وهو شرير غامض قواه هائلة والذي أصبح وجوده يهدد سلامة المحيط فإنه قد دمر جميع المملكات وأسر الحوريتين كوكو ونويل الغارقتين في نوم عميق في قلعته، وهو يرسل أتباعه الاشرار باستمرار لإيجاد بقية الحوريات وأسرهن وأخذ لآلئهن لأنه يرغب بالسيطرة على عالم المحيطات.

## وصلات خارجية
- لحن الحورية على موقع ANN manga (الإنجليزية)